# Suslic de tretze bandes
El suslic de tretze bandes (Ictidomys tridecemlineatus) és una espècie de rosegador de la família dels esciúrids. Viu al Canadà i els Estats Units. S'alimenta de llavors, fruits, herba, fòrbies i insectes, que a vegades complementa amb petits vertebrats. Els seus hàbitats naturals són les zones obertes, com ara herbassars, camps de conreu, praderies o jardins suburbans, que tinguin el sòl sec, ferm i sorrenc. És una espècie en risc mínim, és a dir, no sembla que hi hagi cap amenaça significativa per a la seva supervivència.